# 예카테리노슬라프현

예카테리노슬라프현의 국장

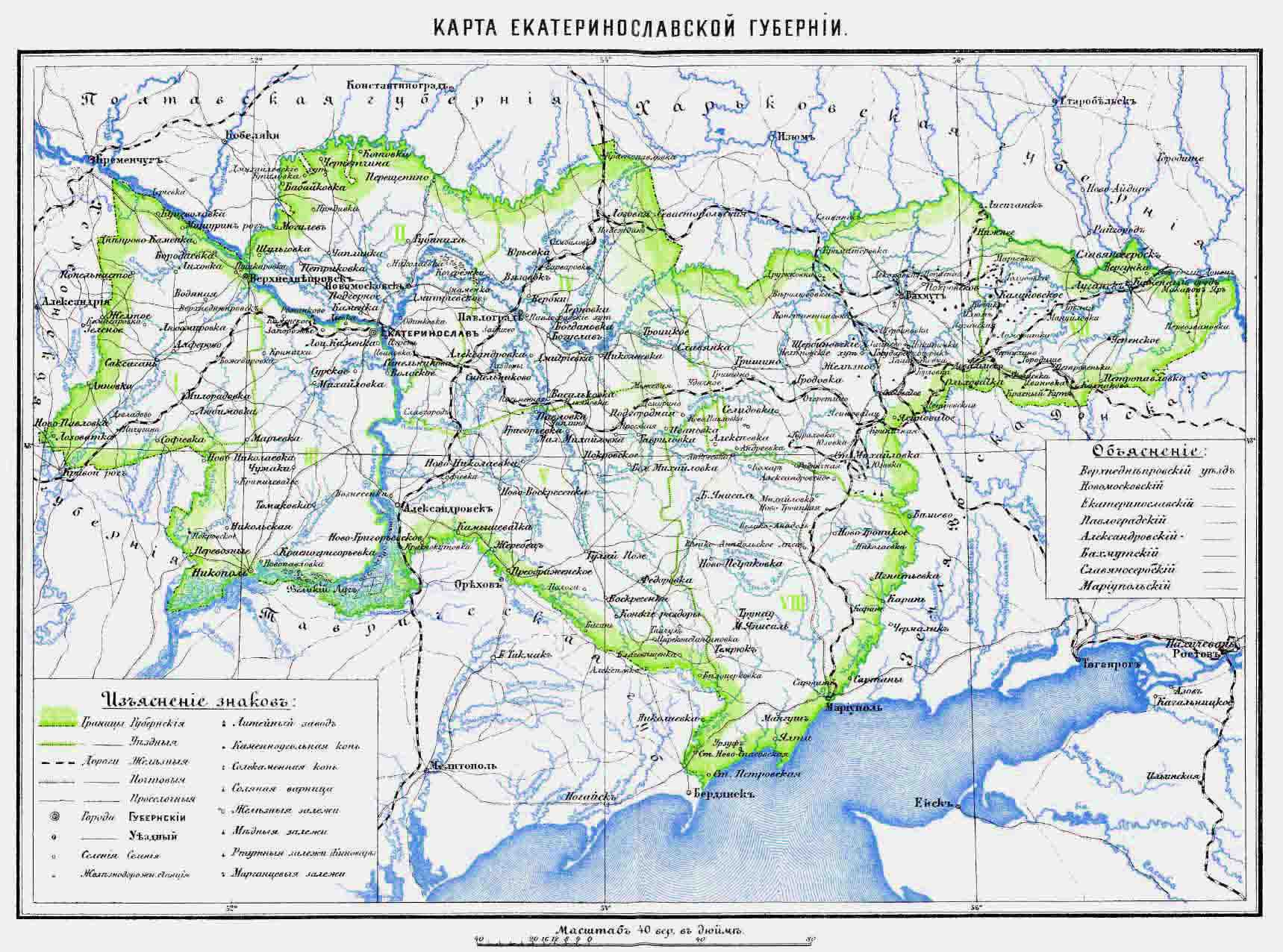
예카테리노슬라프현의 지도

예카테리노슬라프현(러시아어: Екатеринославская губерния, 우크라이나어: Катеринославська губернія)은 1802년부터 1925년까지 존재했던 러시아 제국의 현으로 현도는 예카테리노슬라프(현재의 드니프로)이며 면적은 55,704.4km2, 인구는 2,113,674명(1897년 당시 기준)이다. 현재의 우크라이나 루한스크주, 도네츠크주, 자포리자주, 드니프로페트로우스크주에 걸쳐 있었다.